# Новобранцы идут на войну
«Новобранцы идут на войну» (фр. Les bidasses s'en vont en guerre) — французский комедийный фильм 1974 года режиссёра Клода Зиди.
Второй фильм из серии приключений четырёх новобранцев в исполнении комик-труппы «Шарло», ранее вышел фильм «Новобранцы сходят с ума» (1971).

## Сюжет
Для четвёрки новобранцев Жерара, Фила, Жана и Жана-Ги, неисправимых нарушителей воинской дисциплины, гауптвахта стала домом родным. И отлучаются они с неё крайне редко. И только для того, чтобы выслушать очередной приказ сержанта и, конечно же выполнить его так, что лучше бы и не выполняли, например, в доме полковника, напившись дармового вина, вылить цистерну мазута в бассейн. Но сержант Беллек не хочет признавать, что ему приходится иметь дело с абсолютно безнадежными случаями среди новобранцев, хотя они проваливают даже самые простые процедуры тестирования, проводимые армейским психологом, Беллек остается непреклонным. В армии и для таких найдётся служба: полковник получает приказ сделать всё, чтобы владельцы одной из ферм согласились продать свой земельный участок вооружённым силам, облюбовавшим окрестную местность для проведения военных учений. Но хозяйка фермы вдова мадам Брюньон (Мариса Мерлини) ни в какую не соглашается. Жан-Ги, Жерар, Жан и Фил должны обеспечить подавление сопротивления противника, однако, у мадам Брюньон, четыре дочери жаждущих замужества… И это будет самая настоящая война полов. В итоге всех перепетий четвёрка демобилизуется, но оказывается на пороге своих свадеб, с которых сбегают на призывной пункт и записываются в армию.

## В ролях
- В главных ролях — четвёрка из комик-труппы «Шарло»:
  - Жерар Ринальди — Жерар
  - Жерар Филипелли — Фил
  - Жан-Ги Фешнер — Жан-Ги
  - Жан Саррю — Жан
- Мариза Мерлини — Полетт Брюньон, фермерша
- Жак Сейле — сержант Беллек
- Паоло Стоппа — полковник де Буазе
- Хайди Болен — лейтенант, психолог
- Мириам Буайе- Филиппина Брюньон, дочь Полетт
- Пьер Гальди — мэр
- Андре Томази — крестьянин
- Мишель Фремон — крестьянин
- Жан-Поль Фарре — продавец галстуков
- Жак Робиоль — лейтенант
- Алан Флик — солдат
- Анник Ранну — медсестра
- и другие

## Прокат в СССР
Фильм вышел в прокат в СССР в 1978 году. Входит в список абсолютных лидеров среди зарубежных фильмов в кинопрокате СССР — 18 место в общем списке, в прокате 1978 года фильм посмотрели 50,1 млн зрителей, он оказался на 4-м месте. В самой Франции фильм прошёл с куда меньшим успехом — 4 154 509 зрителей.
Причина такой огромной кассы для рядового фильма (по замечанию киноведа Сергея Кудрявцева: «сомнительный пример „смеховой культуры низа“»), видимо, в том, что в том же 1978 году был показан комедийный фильм «Четыре мушкетёра» с той же четвёркой из комик-труппы «Шарло» в ролях, имевший ещё больший успех — его посмотрели 56,6 млн зрителей, 2-е место в прокате. При этом из серии «Новобранцы…» был закуплен только этот фильм — приквел в СССР не демонстрировали.

## Факты
- Несмотря на название, этот фильм не имеет прямого отношения к «Да здравствуй свобода» и «Возвращение безумных новобранцев», но в этих фильмах тоже присутствует комик-труппа «Шарло».